# Stanisław August Thugutt

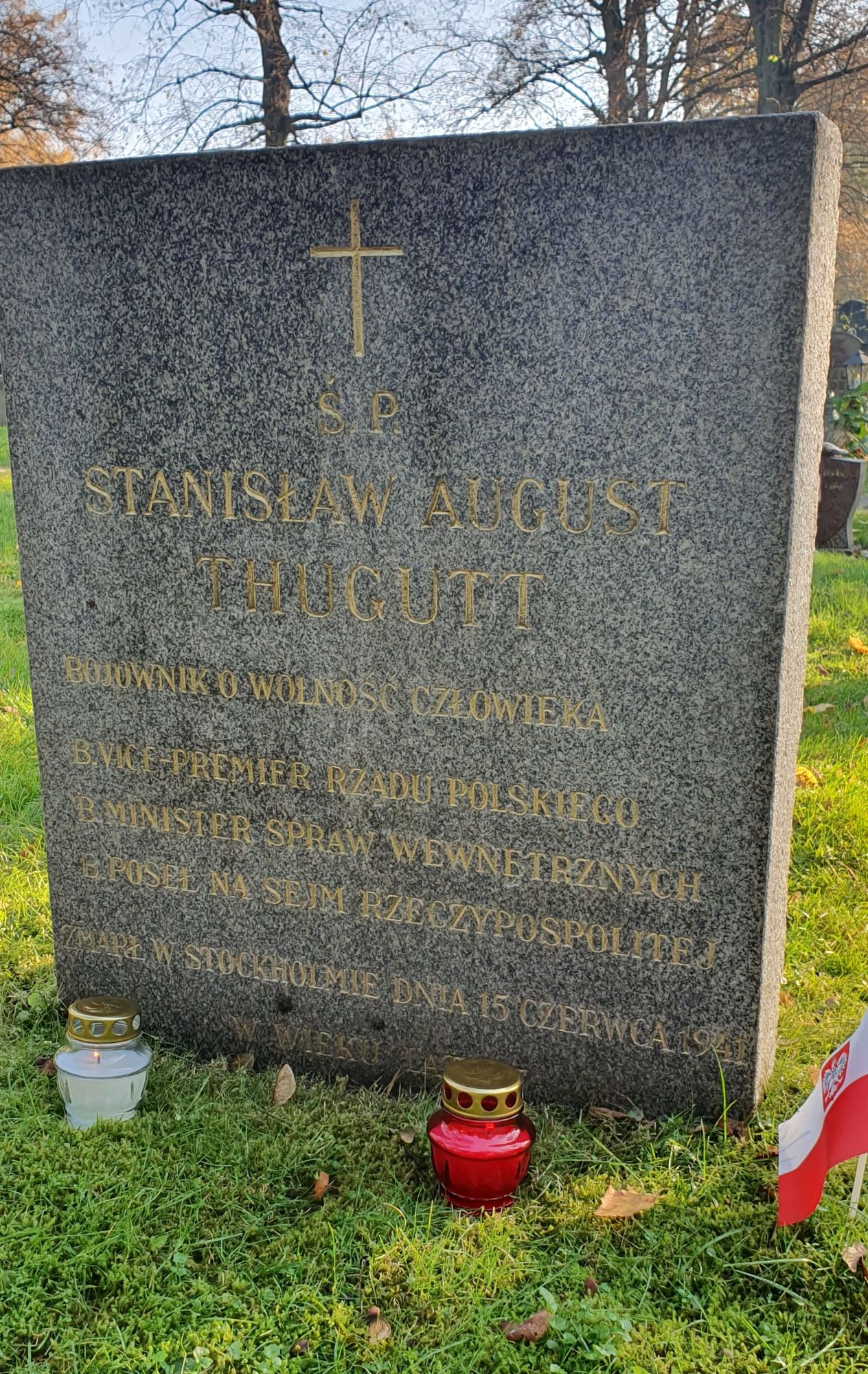
Grób Stanisława Augusta Thugutta

Stanisław August Thugutt (ur. 30 lipca 1873 w Łęczycy, zm. 15 czerwca 1941 w Sztokholmie) – polski polityk dwudziestolecia międzywojennego i publicysta. Działał w ruchu ludowym, spółdzielczym, Lidze Obrony Praw Człowieka i Obywatela (której był współzałożycielem) oraz Polskim Towarzystwie Krajoznawczym. W młodości członek, a następnie skarbnik Polskiej Organizacji Wojskowej (POW), a później żołnierz Legionów Polskich, wolnomularz; działał także na rzecz obrony Pomorza przed germanizacją, w Kole Przyjaciół Kaszub, członek loży wolnomularskiej w Warszawie w czasach II Rzeczypospolitej.

## Życiorys
Był najmłodszym z sześciorga dzieci Augustyna Thugutta, lekarza powiatowego w Łęczycy. W Warszawie ukończył szkołę powszechną oraz realną. Nie mogąc rozpocząć studiów w kraju, pracował jako robotnik w łódzkiej fabryce włókienniczej. Następnie podjął pracę inkasenta w zakładzie krawieckim i po wyjeździe do Warszawy został księgowym.
Po wybuchu I wojny świat. działacz Zjednoczenia Organizacji Niepodległościowych ze Związku Patriotów. Członek Centralnego Komitetu Narodowego w Warszawie (VII 1916 - V 1917). Był członkiem Komisji Komisarskiej Tymczasowej Rady Stanu. Był jednym z czołowych działaczy Komisji Porozumiewawczej Stronnictw Demokratycznych. 
Od marca 1917 działał w Stronnictwie Niezawisłości Narodowej a następnie w połowie 1917 roku wstąpił w szeregi PSL „Wyzwolenie”. 
W 1918 roku otrzymał tekę ministra spraw wewnętrznych w rządzie Ignacego Daszyńskiego (6/7 - 11 listopada 1918), tę samą funkcję pełnił w rządzie Jędrzeja Moraczewskiego (17 listopada 1918 - 16 stycznia 1919). W endecko-ziemiańskim zamachu pułkownika Januszajtisa na rząd Moraczewskiego, z 4 na 5 stycznia 1919 roku, do Stanisława Thugutta strzelano, a następnie go uwięziono (planowano jego utopienie w Wiśle). Zamach szybko udaremniono, ale już 16 stycznia, w porozumieniu z Józefem Piłsudskim, gabinet Moraczewskiego podał się do dymisji. Po utworzeniu rządu Ignacego Paderewskiego, Thugutt został oddelegowany przez Naczelnika Państwa do składu Komitetu Narodowego Polskiego w Paryżu – członek polskiej delegacji na paryską konferencję pokojową. W czasie wojny polsko bolszewickiej zgłosił się latem 1920 roku na ochotnika w szeregi Wojska Polskiego i uczestniczył w walkach (rezygnując jednocześnie z możliwości otrzymania stopnia oficerskiego). Podczas jednej z potyczek pod Surażem odniósł ciężką ranę (postrzelony w rękę, stracił w niej władanie).
W 1921 roku został prezesem PSL „Wyzwolenie”, a w 1922 roku w wyniku wyborów parlamentarnych został wybrany posłem na Sejm I kadencji. Objął funkcję przewodniczącego klubu PSL „Wyzwolenie”. Był jednym z głównych zwolenników wyboru Józefa Piłsudskiego na prezydenta RP. W 1923 roku był kandydatem na premiera, ale jego kandydatury nie poparło Polskie Stronnictwo Chrześcijańskiej Demokracji. W 1924 roku przestał być przywódcą partyjnym oraz posłem, jednak objął stanowisko ministra bez teki i wicepremiera w gabinecie Władysława Grabskiego. W tym samym roku wystąpił z PSL „Wyzwolenie”, ponieważ nie zezwoliło mu ono na zostanie szefem MSZ. W latach 1925–1926 należał do Partii Pracy, a w 1928 roku powrócił do PSL „Wyzwolenie”. Był współtwórcą Centrolewu i przeciwnikiem sanacji. Od 1931 roku należał do Stronnictwa Ludowego, gdzie w latach 1931–1935 był członkiem rady naczelnej, a od 1936 do 1938 roku prezesem RN. W okresie 1932–1939 kierował Towarzystwem Kooperatystów.
Po agresji III Rzeszy i ZSRR na Polskę od 1940, aż do swej śmierci, przebywał na uchodźstwie w Szwecji.
Zmarł 15 czerwca 1941 roku. Został pochowany na katolickiej części cmentarza Norra begravningsplatsen (kwatera VII, nr 47).

## Życie prywatne
Jego brat stryjeczny to znany polski mineralog, profesor Uniwersytetu Warszawskiego i Politechniki Warszawskiej Stanisław Józef Thugutt (1862–1956). Jego synem był Mieczysław Thugutt.

## Odznaczenia
Został odznaczony m.in. estońskim Krzyżem Wolności I klasy.

## Stanisław August Thugutt w filmie
Postać Stanisława Augusta Thugutta występuje w polskim filmie historycznym Śmierć prezydenta (1977) w reżyserii Jerzego Kawalerowicza. Rolę tę zagrał Zbigniew Kryński.

## Publikacje
- Księstwo Warszawskie, jego utworzenie się i dzieje. Warszawa 1907.
- Przewodnik po Warszawie z planem miasta, Warszawa 1912.
- Krótki Przewodnik po Warszawie i okolicach: z 13 ilustracyami i planem miasta. Warszawa 1914.
- Przewodnik po Królestwie Polskim : Część I. Kieleckie i Radomskie. Warszawa 1914, Polskie Towarzystwo Krajoznawcze.
- Wybór pism i autobiografia. Warszawa 1939, Wydawnictwo Towarzystwa Kooperatystów.
- Wykłady o spółdzielczości, Londyn 1945
- Autobiografia, Warszawa 1984, ISBN 83-205-3614-6
- Listy do młodego przyjaciela, Warszawa 1939 i 2002, ISBN 83-87838-57-8
- Wyznania demokraty: publicystyka z lat 1917–1939 (oprac. Jan Sałkowski), Warszawa 1986, ISBN 83-205-3786-X
- Stanisław Thugutt o demokracji i ustroju Polski (oprac. Władysław Wic), Warszawa 1998, ISBN 83-7059-370-4